# Saga Tennō
L'emperador Saga (嵯峨天皇, Saga-tennō, 3 d'octubre, 786 - 24 d'agost, 842), va ser el 52è emperador del Japó, segons l'ordre tradicional de successió. El regnat de Saga va durar del 809 al 823.

## Narrativa tradicional
Saga era el segon fill de l'emperador Kammu i Fujiwara no Otomuro. El seu nom personal era Kamino (神野). Saga va ser un "cal·lígraf complert" capaç de compondre en xinès que va organitzar els primers concursos de poesia imperial (naien). Segons la llegenda, va ser el primer emperador japonès que va beure te.
Saga, la seva tomba és tradicionalment venerada; l'Agència de la Llar Imperial designa Saganoyamanoe no Misasagi (嵯峨山上陵, Mausoleu Imperial de Saganoyamanoe), a Ukyō-ku, Kyoto, com la ubicació del mausoleu de Saga.

## Esdeveniments de la vida de Saga
806 Saga es va convertir en príncep hereu als 21 anys. 17 de juny de 809 (Daidō 4, 1r dia del 4t mes): l'any 4t del regnat de l'emperador Heizei, va emmalaltir i va abdicar; i la successió (senso) va ser rebuda pel segon fill de Kammu, Saga, el fill gran s'havia convertit en sacerdot budista. Poc després, es diu que l'emperador Saga va accedir al tron (sokui).
Poc després de la seva entronització, el mateix Saga va emmalaltir. En aquell moment, el retirat Heizei s'havia barallat amb el seu germà per la ubicació ideal de la cort, aquest últim preferint la capital de Heian, mentre que el primer estava convençut que era necessari tornar a la plana de Nara, i Heizei, aprofitant la debilitat salut de Saga, va aprofitar l'oportunitat per fomentar una rebel·lió, coneguda històricament com l'incident de Kusuko; no obstant això, les forces lleials a l'emperador Saga, liderades pel taishōgun Sakanoue no Tamuramaro, van derrotar ràpidament als rebels Heizei, la qual cosa va limitar les conseqüències adverses que hauria seguit a qualsevol conflicte més ampli. Aquest mateix Tamuramaro es recorda al Nebuta Matsuri anual d'Aomori, que inclou una sèrie de carrosses de paper il·luminades gegantines, especialment construïdes. Aquestes grans estructures de fanal estan pintades de colors amb figures mítiques; i equips d'homes els porten pels carrers mentre la multitud crida ànims. Aquest líder militar de principis del segle IX és commemorat d'aquesta manera perquè es diu que va ordenar col·locar enormes fanalets il·luminats al cim dels turons; i quan el curiós Emishi es va apropar a aquestes llums brillants per investigar, van ser capturats i sotmesos pels homes de Tamuramaro.
24 d'agost de 842 (Jōwa 9, 15è dia del 7è mes): Saga va morir als 57 anys.

## Èpoques del regnat de Saga
Els anys del regnat de Saga s'identifiquen més específicament amb més d'un nom d'època (nengō).
- Daidō (806–810)
- Kōnin (810–824)

## Llegat
A l'antic Japó, hi havia quatre clans nobles, els Gempeitōkitsu (源平藤橘). Un d'aquests clans, el clan Minamoto també es coneix com Genji (源氏), i d'aquests, els Saga Genji (嵯峨源氏) descendeixen del 52è emperador Saga. Es creu que el fill de Saga, Minamoto no Tōru, va ser una inspiració per al protagonista de la novel·la The Tale of Genji.
L'emperador Saga va tenir un paper important com a partidari incondicional del monjo budista Kūkai. L'emperador va ajudar a Kūkai a establir l'Escola de Budisme Shingon concedint-li el temple Tō-ji a la capital Heian-kyō (l'actual Kyoto).

## Daikaku-ji
Daikaku-ji (大覚寺) és un temple budista Shingon a Ukyō-ku a Kyoto. El lloc va ser originalment una residència de l'emperador, i més tard diversos emperadors van dirigir el seu govern de clausura des d'aquí. El llac artificial del temple, Ōsawa Pond, és un dels estanys de jardí japonesos més antics que ha sobreviscut del període Heian.
L'escola d'ikebana Saga Go-ryū té la seva seu al temple i rep el seu nom en honor seu.

## Kugyō
Kugyō (公卿) és un terme col·lectiu per als pocs homes més poderosos units a la cort de l'emperador del Japó en èpoques pre-Meiji.
En general, aquest grup d'elit només incloïa de tres a quatre homes alhora. Aquests eren cortesans hereditaris l'experiència i els antecedents dels quals els haurien portat al cim de la carrera d'una vida. Durant el regnat de Saga (809–823), aquest kugyō incloïa:
- Sadaijin
- Udaijin, Fujiwara no Uchimaro (藤原内麿), 806–812.[5]
- Udaijin, Fujiwara no Sonohito (藤原園人), 812–818.[5]
- Udaijin, Fujiwara no Fuyutsugu (藤原冬嗣), 821–825.[5]
- Udaijin, Tachibana no Ujikimi.[20]
- Naidaijin
- Dainagon

## Consorts i infants
- Emperadriu: Tachibana no Kachiko (橘嘉智子), també coneguda com a Emperadriu Danrin (旦林皇院, Danrin-kōgō), filla de Tachibana no Kiyotomo.[21]
  - Segon fill: el príncep imperial Masara (Masataka Shinnosuke), més tard emperador Ninmyō
  - Princesa imperial Seishi (810–879), casada amb l'emperador Junna
  - Princesa imperial Hideko (m. 850)
  - Príncep imperial Hidera (817–895)
  - Princesa imperial Toshiko (m. 826)
  - Cinquena filla: princesa imperial Yoshiko (m. 836)
  - Princesa imperial Shigeko (m. 865)
- Hola (destituït): princesa imperial Takatsu (m. 841), filla de l'emperador Kanmu
  - Segon príncep: príncep imperial Nariyoshi (m. 868)
  - Princesa imperial Nariko (m. 815)
- Hola: Takako Tajihi (787–825), filla d'Ujimori Tajihi
- Bunin: Fujiwara no Onatsu (m. 855), filla de Fujiwara no Uchimaro
- Dama de la cort (Naishi-no-kami): Kudara no Kyomyo (rei de Baekje; d. 849), filla de Kudara no Kyōshun
  - Princesa Minamoto no Yoshihime (n. 814)
  - Minamoto no Sadamu (815–863)
  - Minamoto no Wakahime
  - Minamoto no Shizumu (824–881)
- Emperador: Kudara no Kimyō (m. 851), filla de Kudara no Shuntetsu
  - Príncep Imperial Motora (m. 831)
  - Quart fill: príncep imperial Tadara (819–876)
  - Princesa imperial Motoko (m. 831)
- Nyōgo: Kiyoko Ohara (nascuda l'any 841), filla d'Ietsugu Ohara
  - Desena filla: princesa imperial Ninshi (m. 889), 15è Saiō al santuari d'Ise 809–823
- Líder: Iidaka no Yakatoji (Iidaka Gakushi),
  - Minamoto no Tokiwa (812–854)
  - Minamoto no Akira (Genmei; 814–852/853)
- Koi: Koko (filla de Takako Akishino/Yasuhito Akishino)
  - Minamoto no Kiyoshi
- Nen: Yamada no Chikako
  - Minamoto no Hiraku(?) (Minamoto no Kei; 829–869)
  - Princesa Minamoto
- Nyōgo: princesa Katano, filla del príncep Yamaguchi
  - Vuitena filla: princesa imperial Uchiko (あ智子内進王; 807–847), 1r Saiin al santuari de Kamo 810–831
- Senyora de la cort: Takashina no Kawako (高階河子), filla de Takashina no Kiyoshina
  - Princesa imperial Sōshi (m. 854)
- Dama de la cort: filla d'Hiroi
  - Setè fill: Minamoto no Makoto
- Senyora de la cort: Fuse no Musashiko
  - Princesa Minamoto (810–880)
  - Princesa Minamoto
- Dama de la cort: filla del clan Kamitsukeno
  - Minamoto no Hiromu (812–863)
- Dama de la cort: la filla d'Abe no Yanatsu
- + Minamoto no Yutaka (813–876)
- Senyora de la cort: Kasa no Tsugiko (Kasa Tsugiko), filla de Kasa no Nakamori
  - Minamoto no Ikeru (Origen de la vida; 821–872)
- Dama de la cort: filla del clan Awata
  - Minamoto no Yasushi (Gen'an; 822–853)
- Senyora de la cort: Matako Ohara, filla de Mamuro Ohara
  - Minamoto no Tōru (源融), Sadaijin
  - Minamoto no Tsutomu (824–881)
  - Princesa Minamoto
- Dama de la cort: filla del clan Ki
  - Princesa Minamoto
- Dama de la cort: Kura no Kageko (Ombra a l'interior)
  - Minamoto no Kamihime (La Princesa del Déu Font)
  - Princesa Minamoto
  - Princesa Minamoto
- Senyora de la cort: Kannabi no Iseko
  - Minamoto no Koehime
- Senyora de la cort: Fumiko Fun'ya (文屋文子), filla de Kugamaro Fun'ya
  - Princesa imperial Junshi (m. 863)
  - Princesa imperial Seishi (m. 853), casada amb el príncep Fujii (fill de l'emperador Kanmu)
  - El príncep Atsushi
- Dama de la cort: filla del clan Tanaka
  - Minamoto no Sumu(?)
- Dama de la cort: la filla de Koreyoshi no Sadamichi
  - Minamoto no Masaru
- Dama de la cort: Mineko Onakatomi
- Dama de la cort: Tachibana no Haruko
- Senyora de la cort: filla de Nagaoka no Okanari
  - Minamoto no Sakashi(?)
- Dama de la cort (Nyoju): filla de Taima no Osadamaro
  - Princesa Minamoto (810–856), casada amb Yoshifusa Fujiwara
  - Princesa Minamoto (812–882), Naishi-no-kami (emperadriu)
- Dama de companyia: Sugawara Kanshi

(de dones desconegudes)
- - Minamoto no Tsugu (?)
  - Princesa Minamoto
  - Princesa Minamoto